# أورسولا غونتر
أورسولا غونتر (بالألمانية: Ursula Günther)‏ هي عالمة موسيقى ألمانية، ولدت في 15 يونيو 1927 في هامبورغ في ألمانيا، وتوفي بنفس المكان في 21 نوفمبر 2006.